# Sphingonotus huangi
Sphingonotus huangi är en insektsart som beskrevs av Otte, D. 1995. Sphingonotus huangi ingår i släktet Sphingonotus och familjen gräshoppor. Inga underarter finns listade i Catalogue of Life.